# Low Energy Adaptive Clustering Hierarchy
Il Low Energy Adaptive Clustering Hierarchy (LEACH) è un protocollo MAC basato su TDMA, integrato in clustering con il protocollo di routing in reti di sensori wireless (WSN). L'obiettivo del LEACH è quello di ridurre il consumo di energia, necessaria per creare e mantenere cluster così da migliorare il consumo energetico tra i sensori della rete WSN.

## Protocollo
Il Low Energy Adaptive Clustering Hierarchy è un protocollo gerarchico in cui la maggior parte dei nodi trasmettono ai cluster-head CH (CH è un ruolo che viene ruotato allo scopo di distribuire il carico energetico tra i sensori), i CH comprimono i dati provenienti dai nodi del cluster e inviano un pacchetto aggregato alla base station. Ciascun nodo utilizza un algoritmo stocastico per determinare se e quando, a rotazione, diventerà un cluster-head. Il protocollo LEACH presuppone che ogni nodo sia in grado di inviare il segnale radio direttamente alla base station, ma che l'utilizzo alla massima potenza del valore radio, per tutto il tempo, sprecherebbe inutilmente energia, perciò, i dati vengono inviati al cluster-head più vicino.

### Elezione cluster
I nodi si auto-eleggono cluster-head e quando lo diventano non possono ridiventarlo prima di un certo numero di round {\displaystyle P}, dove {\displaystyle P}  è la percentuale dei CH desiderati. Un nodo sceglie un numero random {\displaystyle r} tra {\displaystyle 0} e {\displaystyle 1}, se {\displaystyle r<T(n)} il nodo diventa un CH per il round corrente. {\displaystyle T(n)} è calcolato basandosi sulla percentuale desiderata di diventare un CH. Ogni nodo ha una probabilità {\displaystyle (1/P)} di diventare un CH ogni round.
(Periodicamente viene rieseguita la fase di rielezione dei nuovi CH così da distribuire il carico energetico tra i vari nodi della rete.)

### Associazione al cluster-head
Una volta auto-elettosi, un CH invia in broadcast un messaggio di advertisement così che i nodi non-CH possano decidere a quale cluster associarsi, basandosi sulla potenza del segnale di advertisement ricevuto, scegliendo il CH più vicino. Successivamente, ogni nodo, invia al CH scelto una richiesta di associazione al suo cluster.

### Trasmissione
I nodi non-CH comunicano con i CH attraverso il protocollo TDMA, in base alla pianificazione creata dal CH (inviata a tutti i nodi del cluster).
(Ogni CH assegna ad ogni nodo del cluster un time slot in cui solo esso può trasmettere.)

## Proprietà
Proprietà dell'algoritmo:
- Basato su cluster;
- Associazione al cluster;
- Creazione automatica dei cluster-head, a rotazione, basata sui sensori che hanno maggiore energia residua;
- Associazione al cluster-head;
- Comunicazione tra cluster-head e base station;
- Trasmissione tramite protocollo TDMA.